# Berliner Chaussee
Berliner Chaussee ist ein Stadtteil Magdeburgs, der Landeshauptstadt Sachsen-Anhalts.

## Fläche und Bevölkerung

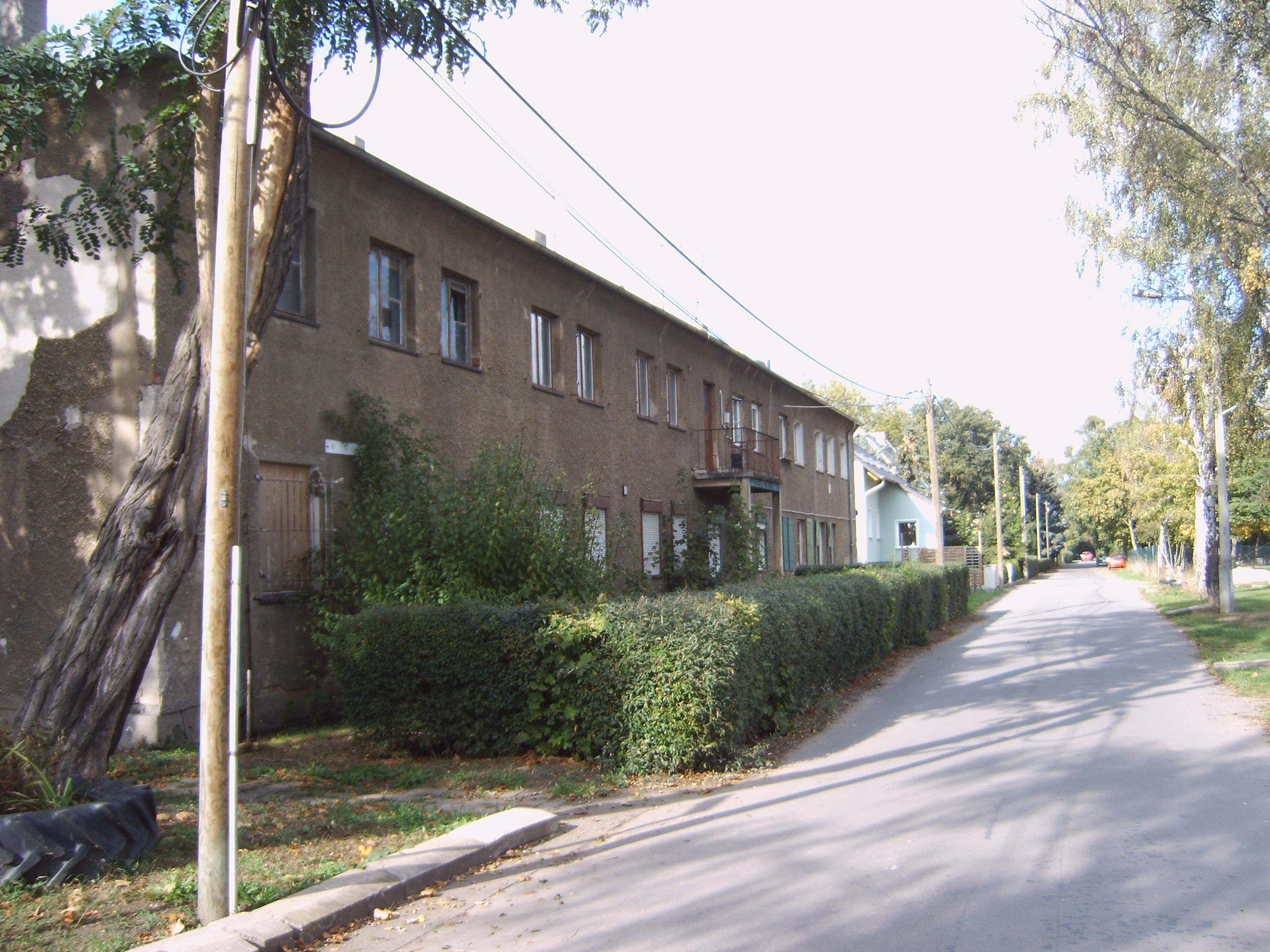
Siedlung Friedensweiler

In dem östlich der Elbe gelegenen Stadtteil leben auf einer Fläche von 5,0198 km² 2.465 Menschen (Stand 31. Dezember 2023). Der Anteil an Empfängern von Sozialleistungen liegt deutlich unter dem Durchschnitt der Stadt Magdeburg. Das Durchschnittsalter beträgt 41,1 Jahre. Der Ausländeranteil liegt bei 0,9 % und somit auch unter dem städtischen Schnitt. (Stand 2001)

## Geografie
Der Stadtteil fasst mehrere Siedlungen östlich der Stadt zusammen, die sich nördlich und südlich der namensgebenden Berliner Chaussee befinden und verfügt nicht über ein gewachsenes Ortszentrum. Er untergliedert sich in die statistischen Bezirke Berliner Chaussee, Friedensweiler, Neugrüneberg, Puppendorf, Stadion Neue Welt und Steinwiese.
Ein kleiner Teil des nördlich gelegenen Biederitzer Buschs um die beiden Seen Waldsee I und Waldsee II gehört zum Stadtteil. Mit dem Schwarzkopfkolk in Neugrüneberg liegt ein weiteres stehendes Gewässer im Stadtteil. An fließenden Gewässern durchziehen die Furtlake sowie diverse kleinere Gräben den Stadtteil. Das gesamte Gebiet des Stadtteils liegt im Bereich des einstigen Urstromtals der Elbe.
Im Norden grenzt die Berliner Chaussee an den Stadtteil Herrenkrug. Östlich liegt die Gemeinde Gübs, zu der der dort parallel zur Stadtgrenze verlaufende Elbe-Umflutkanal gehört. Im Süden liegt Zipkeleben, im Westen grenzen Cracau und Brückfeld an.

## Geschichte
Bis in das 20. Jahrhundert hinein wurde das Gebiet im Wesentlichen lediglich landwirtschaftlich genutzt. Das Gut Königsborn nutzte das Areal insbesondere als Weide. Erst seit der ersten Hälfte des 19. Jahrhunderts war die Berliner Chaussee als östliche Ausfallstraße Magdeburgs in Nutzung. Zuvor war der Verkehr weiter südlich über den Klusdamm beziehungsweise die Heerstraße Magdeburg-Brandenburg geführt worden. Um 1900 entstanden dann Kleingartenkolonien für die Magdeburger Bevölkerung. 1929/30 baute das Reichsbanner Schwarz-Rot-Gold das Stadion Neu Welt inklusive Schwimm- und Strandbad. 1930 wurde im östlichen Teil des Stadtteils der Militärflugplatz Magdeburg-Nord eingerichtet. Nördlich der Berliner Chaussee entstanden hierfür Kasernen, die die heutige Siedlung Friedensweiler bilden. In den Jahren 1932/1933 erfolgte ein Verkauf von Kleingartenparzellen an die bisherigen Kleingärtner. Auf den Gartengrundstücken entstanden kleine Häuser und somit die das Bild des Stadtteils prägenden kleinen Einfamilienhauskolonien.
Zum Ende des Zweiten Weltkriegs wurde das Stadion Neue Welt am 13. April 1945 Schauplatz eines Massakers an Gefangenen, die an einem Todesmarsch teilnehmen mussten. Heute erinnert der dort errichtete KZ-Gedenkstein an die Toten. Nach dem Krieg wurde der Militärflugplatz aufgegeben und die Anlagen zur zivilen Nutzung umgebaut. Das Stadion Neue Welt wurde noch bis 1990 betrieben, dann aus Kostengründen geschlossen.
Die im Stadtteil vorhandenen Kulturdenkmale sind im örtlichen Denkmalverzeichnis aufgeführt.

## Wirtschaft
Gemäß der Struktur als Wohngebiet bestehen vorwiegend kleinere Unternehmen. Direkt an der Berliner Chaussee haben sich jedoch auch einige mittelständische Unternehmen angesiedelt. 2003 bestanden 90 Mitgliedsunternehmen der IHK und 21 Handwerksbetriebe im Stadtteil.